# 金星銀行
金星銀行，是北韓在歐洲最後一間銀行，1982年成立於奧地利首都維也納，由北韓大聖銀行擁有。
在2003年奧地利内政部發布的一份報告聲稱，該行從事間諜活動，“洗錢，偽造貨幣和非法放射性物質貿易。該銀行在2004年6月中因懷疑洗黑錢和朝鮮武器籌措經費被關閉，雖然證據未足以進行審判。
在維基解密上洩露的一份外交電報中，美國國務卿表示美國擔心北韓可能會在瑞士建立一個金星銀行的替代機構。